# Arabian Prince
Kim Renard Nazel (Compton, 1965. június 17. –), művésznevén Arabian Prince vagy Professor X amerikai rapper, énekes, dalszerző, zenei producer és lemezlovas. Az N.W.A rapegyüttes egyik alapító tagja.

## Élete
Joseph "Skippy" Nazel Jr. afroamerikai író és rádiós műsorvezető fiaként született Comptonban, 1965. június 17-én. Édesanyja a klasszikus zenében jártas zongorista volt, tőle örökölte zene iránti szeretetét. Családja katolikus iskolába járatta, szabadidejét pedig futballal töltötte, hogy távol maradjon az utcai bandáktól. Első alkalommal édesapja rádióállomásánál készített mixtape-eket, amelyeket később az iskolában értékesített. A Junípero Serra High School-on végzett.
Először a DJ Prince nevet vette fel, Prince iránti tisztelete jeléül. Egy Del Amo Mall-ban található poggyászüzletben kezdett dolgozni, melynek tulajdonosa, Sam Nassif megkérte, hogy legyen a lemezlovas egy összejövetelen, melyet egy közösségi központban tartottak, DJ Prince pedig addigra akkora rajongótábort szerzett gimnáziumi mixtape-jei révén, hogy megtöltötte a helyet. Ezt követően több alkalommal is ismét fellépett ott lemezlovasként, Nassif pedig ennek hatására új befektetést látott meg a helyben, átnevezte azt "The Cave"-ra, Nazel pedig innentől három évig folyamatosan fellépett itt, majd N.W.A-s éveit követően is visszatért ide. Nassif volt első kislemezének, a "Strange Life"-nak a szponzora. 15 évesen egy rajongója javaslatára megváltoztatta művésznevét, innentől Arabian Prince néven lépett föl. 1984-ben a Bobby Jimmy & the Critters együttessel dolgozott együtt, valamint J.J. Fad "Supersonic" című slágerének producere volt.
1986-ban alapító tagja volt az N.W.A formációnak, mely a korszak legsikeresebb hip-hop együttesévé vált rövid időn belül. 1988-ban elsőként hagyta ott az együttest szerzői jogi és szerződésbeli nézeteltérések miatt, és immáron szólóelőadóként folytatta. Prince kifogásolta, hogy aránytalanul osztották el a bevételeket, valamint hogy a turnéikat sem fizették ki. Távozásával Eazy-E, Ice Cube és MC Ren lettek az együttes előadói, DJ Yella lett a keverőpultokért felelős, Dr. Dre pedig a vezető producer az N.W.A-ban.
Arabian Prince szólókarrierjének első albuma, a Brother Arab 1989-ben jelent meg, melyről a "She's Got A Big Posse" lett sláger; ezt az albumot 1993-ban a Where's My Bytches követte.
A 2000-es évek közepén immáron Professor X művésznéven ismét elkezdett zenét készíteni, a holland Clone Records gondozásában. 2008-ban a Stones Throw kiadó adott ki tőle egy válogatásalbumot, melyen az 1980-as években készült dalok szerepeltek. 2018-ban a Ministry 14. stúdióalbumán, az AmeriKKKant-on szerepelt vendégelőadóként.
Zenei pályafutása mellett 3D animációval, különleges effektusokkal és videójátékokkal is foglalkozott.
A 2015-ös Straight Outta Compton című filmben, amely az N.W.A és a nyugati parti rap történetét dolgozza fel, Arabian Prince személye egyáltalán nem szerepelt, amely kisebb botrányt is okozott. Többek között ő volt az, aki a valóságban szembement Jerry Heller producerrel a szerzői jogok és jogdíjak kérdésében; a filmben ez a szerep Ice Cube-ra hárult.

## Diszkográfia

### Szólóalbumok
- Strange Life (1984); Rapsur Records
- Brother Arab (1989); Orpheus Records
- Where's My Bytches (1993); Da Bozak Records

### Válogatásalbumok
- Situation Hot (1990); Macola Records
- Innovative Life: The Anthology, 1984–1989 (2008);[18] Stones Throw Records
- Professor X (2007/2008); Clone Records

### Az N.W.A-val
- "Panic Zone" (kislemez) (1987)
- N.W.A. and the Posse (1987)
- Straight Outta Compton (1988)

## Fordítás
- Ez a szócikk részben vagy egészben  az   Arabian Prince című angol Wikipédia-szócikk ezen változatának fordításán alapul.  Az eredeti cikk szerkesztőit annak laptörténete sorolja fel. Ez a jelzés csupán a megfogalmazás eredetét és a szerzői jogokat jelzi, nem szolgál a cikkben szereplő információk forrásmegjelöléseként.